# Crassula coccinea
Crassula coccinea är en fetbladsväxtart som beskrevs av Carl von Linné. Crassula coccinea ingår i släktet krassulor, och familjen fetbladsväxter. Inga underarter finns listade i Catalogue of Life.

## Bildgalleri

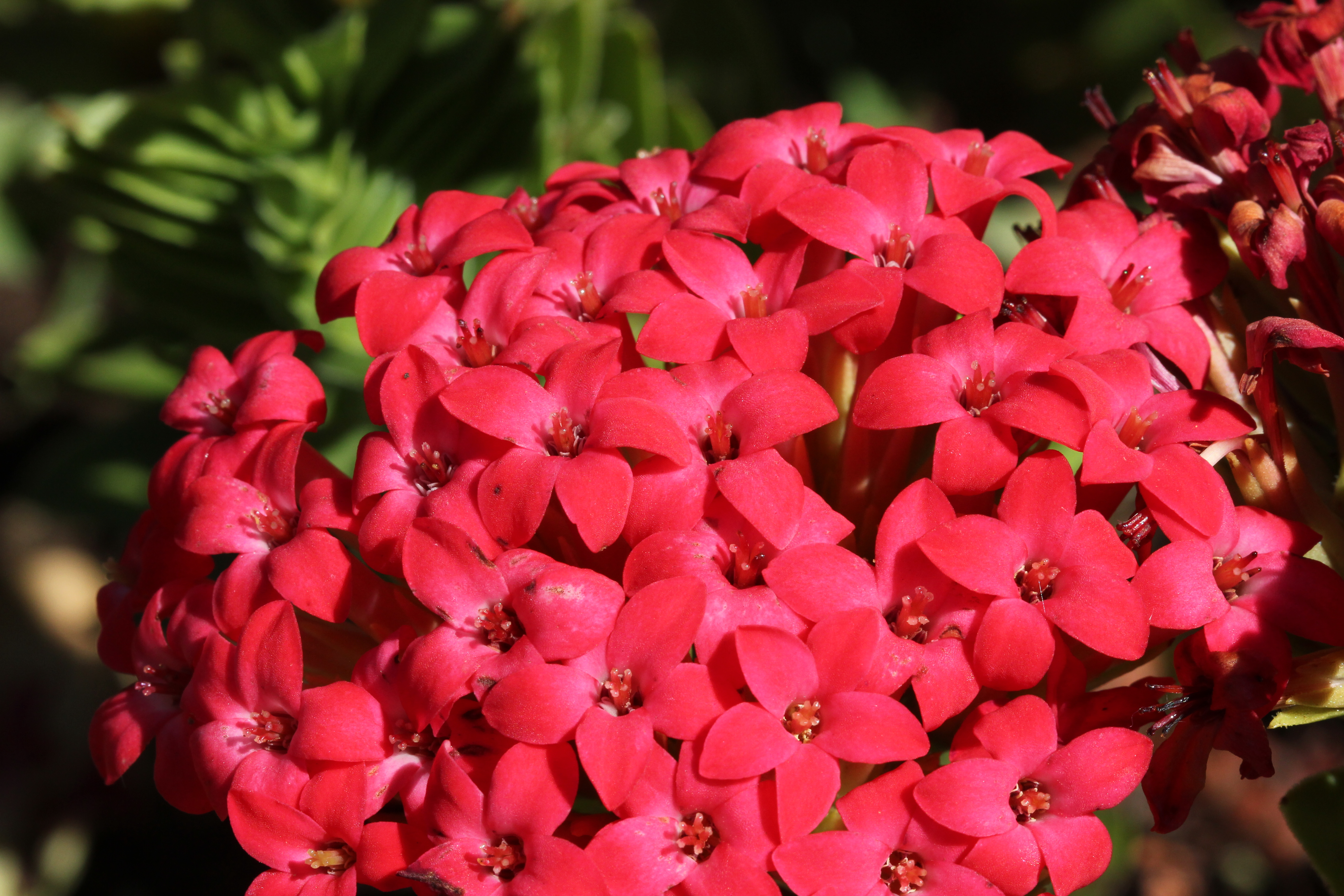
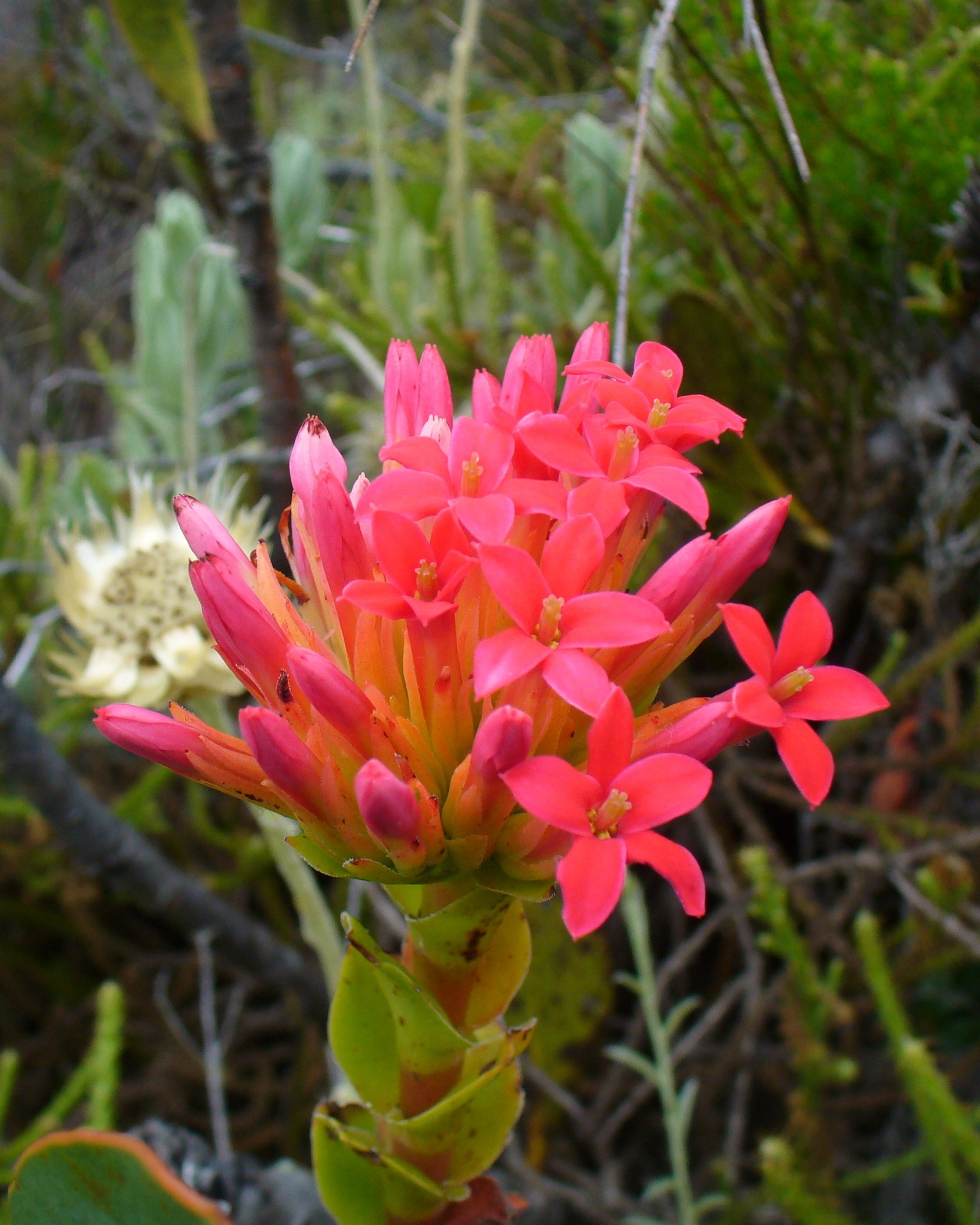
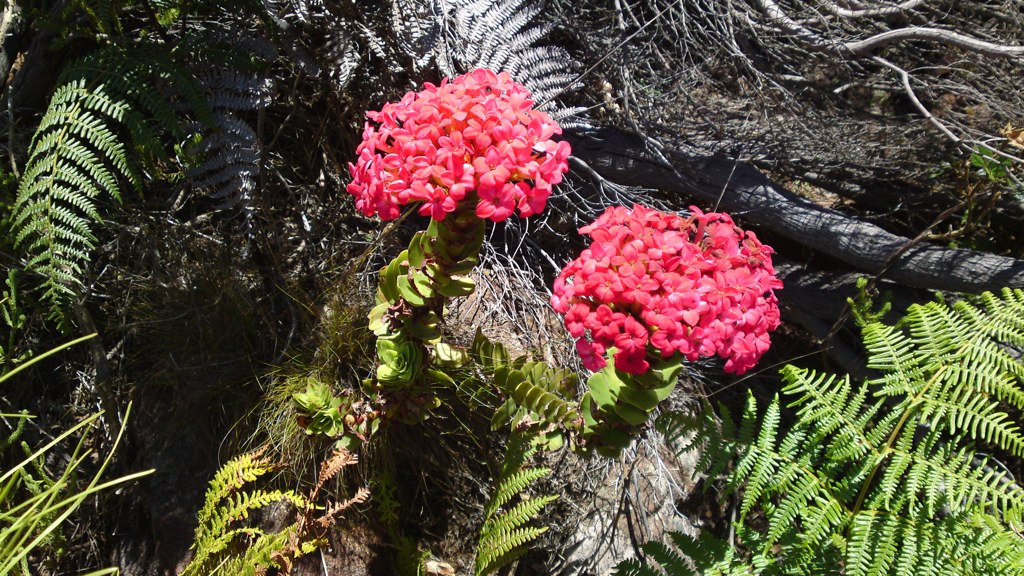
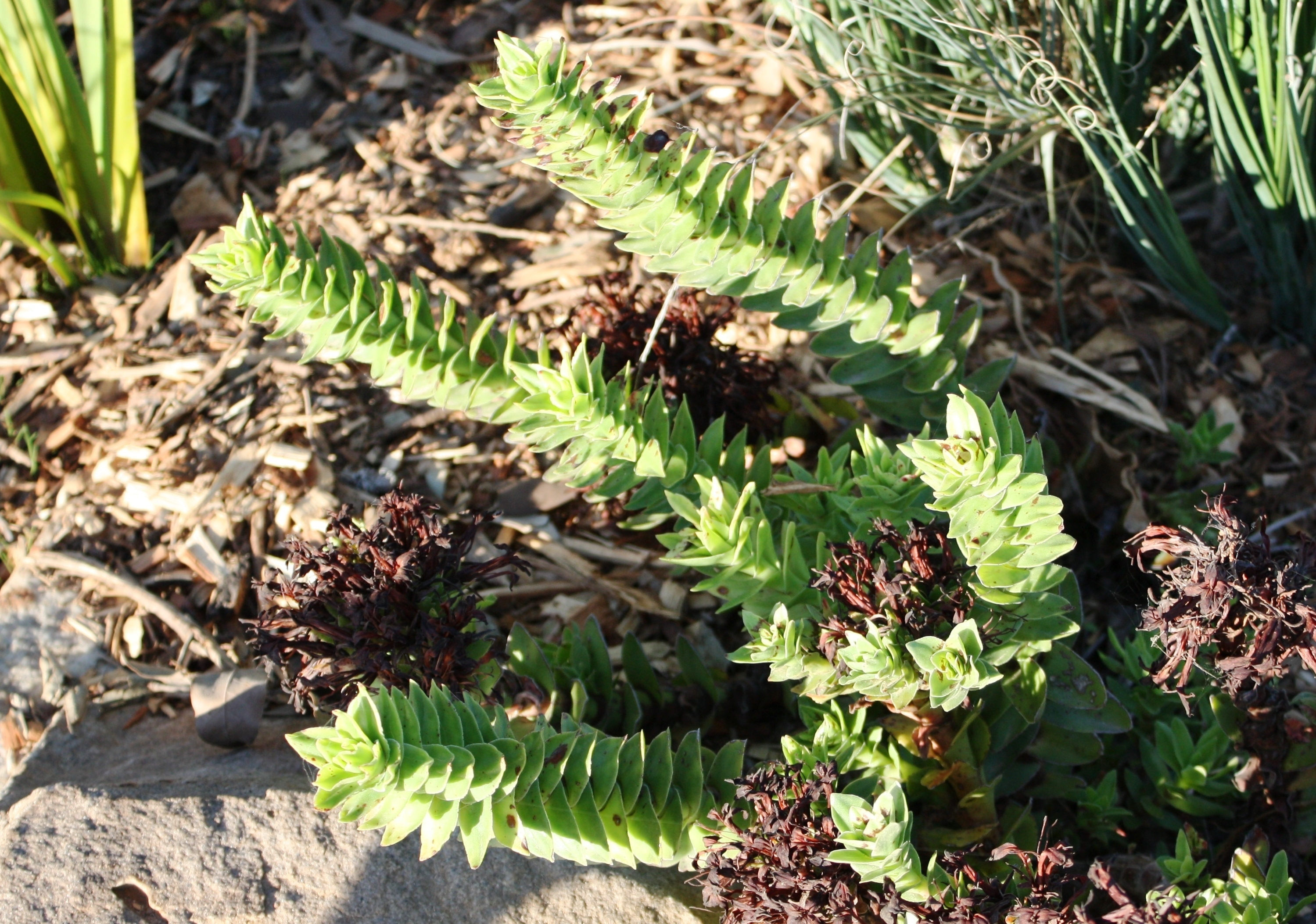
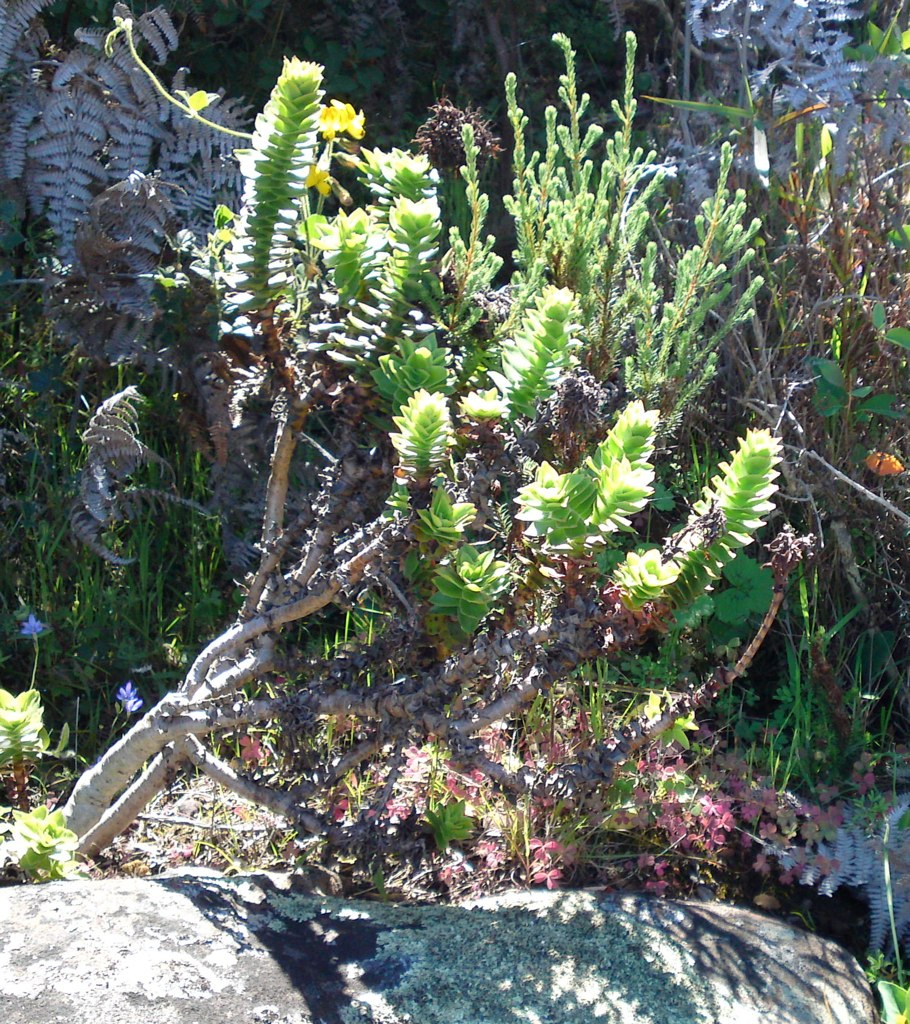
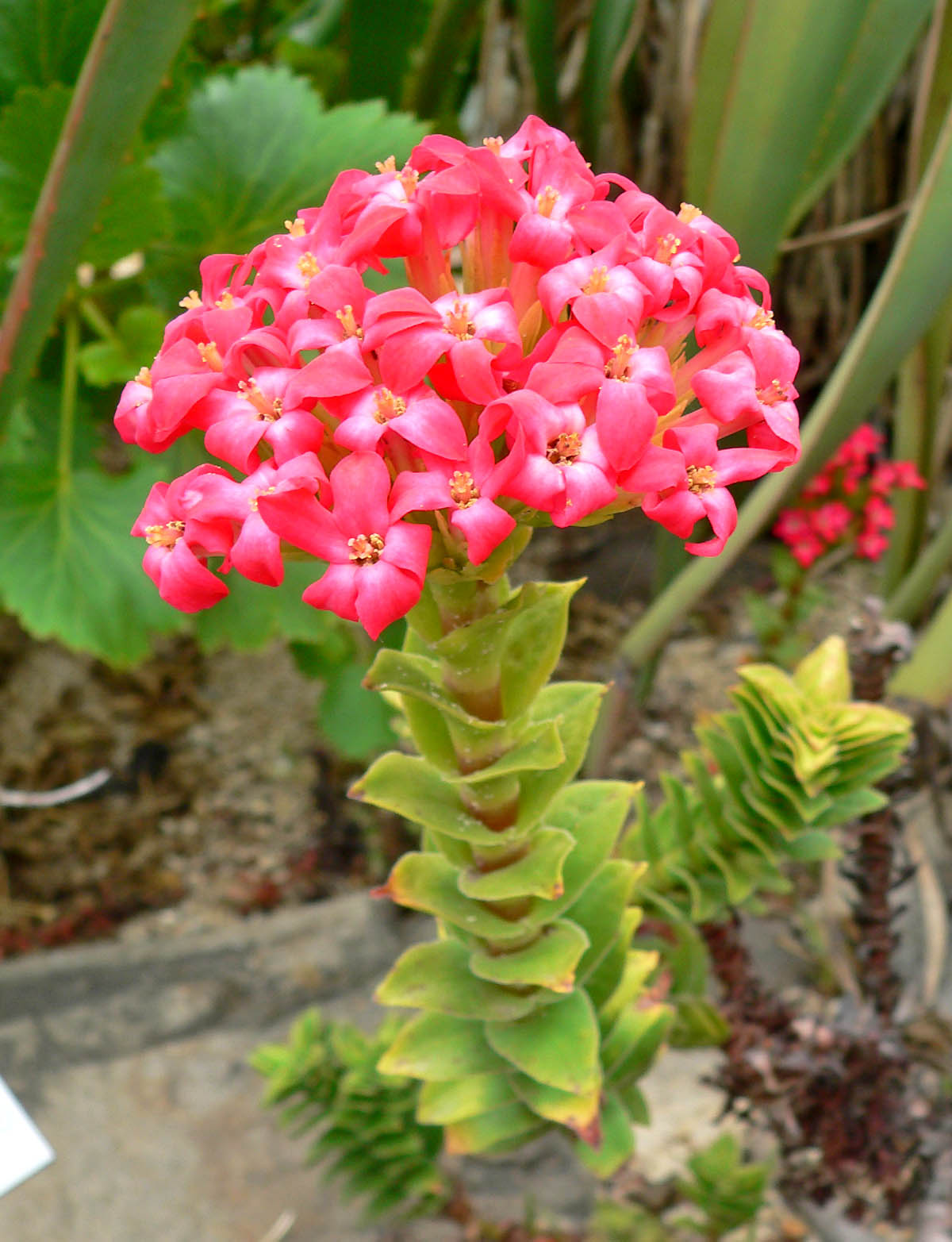